# J・ジレスピー・アームストロング
ジョセフ・ジレスピー・アームストロング（Joseph Gillespie Armstrong、1901年10月15日 - 1964年4月23日）は、アメリカ合衆国の米国聖公会ペンシルベニア州教区補佐主教で、1949年から補佐司祭に選出される1960年11月7日まで務めた。オリバー・ジェームス・ハート主教が退任した1963年7月19日にペンシルベニア州教区主教を継承したが、アームストロング主教としての任期は没する前までの僅か9ヶ月であった。

## 経歴
ペンシルベニア州ウォーレンで生まれるが、バージニア州で育つ。1928年にメリーランド州ボルチモアのジョンズ・ホプキンズ大学で教養学士を取得した後、1931年に米国聖公会総合神学校を卒業した。
1932年に司祭に叙任され、メリーランド州アナポリス近くにあるセバーン教区（別名：セント・スティーヴンス・クラウンズビル）とワシントン州ジョージタウンのクライストチャーチの教区牧師を務めてからは、第二次世界大戦でのアメリカ海軍の従軍牧師を務めた。除隊後、アームストロング師はペンシルベニア州アードモアのセント・メアリー米国聖公会教会の教区牧師を数年間務めた。
1949年5月11日、司教区評議会においてハート主教を補佐する補佐主教に選出された。同年10月28日にヘンリー・ノックス・シェリル総裁主教はアームストロング師の主教叙任式においてハート主教とレミントン主教を補佐し、同時にアームストロングをメリーランド州パウエルの主教とニュージャージー州バンヤードの補佐主教として叙任した。同年11月15日、ペンシルベニア州教区の補佐主教に任命された。その後、アームストロング主教はハート師が退任するまでの間、ペンシルベニア州教区を管理するハート教区主教を補佐した。1964年4月1日、ミシガン州教区補佐主教のロバート・リオンヌ・ドゥウィット補佐主教がアームストロングの補佐司祭に選出され、のちにペンシルベニア州教区主教を継承した。
再婚した妻と娘を残して、ペンシルベニア州モンゴメリー郡ブリンモウアにある自宅で没し、アーリントン国立墓地に埋葬された。